# Sar Hūr
Sar Hūr (persiska: سر هور) är en ort i Iran.   Den ligger i provinsen Hormozgan, i den sydöstra delen av landet, 1 200 km sydost om huvudstaden Teheran. Sar Hūr ligger 1 241 meter över havet och antalet invånare är 219.
Terrängen runt Sar Hūr är kuperad åt sydväst, men åt nordost är den platt. Runt Sar Hūr är det ganska glesbefolkat, med 25 invånare per kvadratkilometer. Närmaste större samhälle är Pātek, 12,7 km söder om Sar Hūr. Trakten runt Sar Hūr är ofruktbar med lite eller ingen växtlighet.